# Temnora heringi
Temnora heringi är en fjärilsart som beskrevs av Gehlen. 1931. Temnora heringi ingår i släktet Temnora och familjen svärmare. Inga underarter finns listade i Catalogue of Life.